# 細柄剛果鰍鯰
細柄剛果鰍鯰，為輻鰭魚綱鯰形目平鰭鮠科的其中一種，為熱帶淡水魚，分布於非洲Mweru湖、Luongo河及Chambeshi河流域，體長可達13.6公分，棲息在底層水域，生活習性不明。